# Веракруз (Бока дел Рио)
Веракруз (шп. Veracruz) насеље је у Мексику у савезној држави Веракруз у општини Бока дел Рио. Насеље се налази на надморској висини од 20 м.

## Становништво
Према подацима из 2010. године у насељу је живело 126507 становника.

### Хронологија
| Година       | 2000                   | 2005                   | 2010                   |
| ------------ | ---------------------- | ---------------------- | ---------------------- |
| Становништво | 123891 (57856 / 66035) | 129416 (60642 / 68774) | 126507 (59197 / 67310) |

### Попис
| \| \| м \| \| \| ж \| \| 0—2 \| 2.444 \| \| \| 2.383 \| \| 3—5 \| 2.622 \| \| \| 2.523 \| \| 6—11 \| 5.502 \| \| \| 5.372 \| \| 12—14 \| 2.668 \| \| \| 2.601 \| \| 15—17 \| 3.022 \| \| \| 3.013 \| \| 18—24 \| 7.712 \| \| \| 8.238 \| \| 60+ \| 6.734 \| \| \| 9.047 \| \| Просек : \| 32,2 \| \| \| 34,0 \| |       |  |  |       |
| |       |  |  |       |
| | м     |  |  | ж     |
| 0—2 | 2.444 |  |  | 2.383 |
| 3—5 | 2.622 |  |  | 2.523 |
| 6—11 | 5.502 |  |  | 5.372 |
| 12—14 | 2.668 |  |  | 2.601 |
| 15—17 | 3.022 |  |  | 3.013 |
| 18—24 | 7.712 |  |  | 8.238 |
| 60+ | 6.734 |  |  | 9.047 |
| Просек : | 32,2  |  |  | 34,0  |

| #   | Индикатор                                                                                        | Вредност |
| --- | ------------------------------------------------------------------------------------------------ | -------- |
| 1   | Становништво од 0 до 2 године                                                                    | 4827     |
| 2   | Мушко становништво од 0 до 2 године                                                              | 2444     |
| 3   | Женско становништво од 0 до 2 године                                                             | 2383     |
| 4   | Становништво са 3 и више година                                                                  | 116855   |
| 5   | Мушко становништво са 3 и више година                                                            | 54339    |
| 6   | Женско становништво са 3 и више година                                                           | 62516    |
| 7   | Становништво са 5 и више година                                                                  | 113384   |
| 8   | Мушко становништво са 5 и више година                                                            | 52570    |
| 9   | Женско становништво са 5 и више година                                                           | 60814    |
| 10  | Становништво са 12 и више година                                                                 | 100836   |
| 11  | Мушко становништво са 12 и више година                                                           | 46215    |
| 12  | Женско становништво са 12 и више година                                                          | 54621    |
| 13  | Становништво са 15 и више година                                                                 | 95567    |
| 14  | Мушко становништво са 15 и више година                                                           | 43547    |
| 15  | Женско становништво са 15 и више година                                                          | 52020    |
| 16  | Становништво са 18 и више година                                                                 | 89532    |
| 17  | Мушко становништво са 18 и више година                                                           | 40525    |
| 18  | Женско становништво са 18 и више година                                                          | 49007    |
| 19  | Становништво од 3 до 5 година                                                                    | 5145     |
| 20  | Мушко становништво од 3 до 5 година                                                              | 2622     |
| 21  | Женско становништво од 3 до 5 година                                                             | 2523     |
| 22  | Становништво од 6 до 11 година                                                                   | 10874    |
| 23  | Мушко становништво од 6 до 11 година                                                             | 5502     |
| 24  | Женско становништво од 6 до 11 година                                                            | 5372     |
| 25  | Становништво од 8 до 14 година                                                                   | 12497    |
| 26  | Мушко становништво од 8 до 14 година                                                             | 6318     |
| 27  | Женско становништво од 8 до 14 година                                                            | 6179     |
| 28  | Становништво од 12 до 14 година                                                                  | 5269     |
| 29  | Мушко становништво од 12 до 14 година                                                            | 2668     |
| 30  | Женско становништво од 12 до 14 година                                                           | 2601     |
| 31  | Становништво од 15 до 17 година                                                                  | 6035     |
| 32  | Мушко становништво од 15 до 17 година                                                            | 3022     |
| 33  | Женско становништво од 15 до 17 година                                                           | 3013     |
| 34  | Становништво од 18 до 24 године                                                                  | 15950    |
| 35  | Мушко становништво од 18 до 24 године                                                            | 7712     |
| 36  | Женско становништво од 18 до 24 године                                                           | 8238     |
| 37  | Женско становништво од 15 до 49 година                                                           | 35472    |
| 38  | Становништво са 60 и више година                                                                 | 15781    |
| 39  | Мушко становништво са 60 и више година                                                           | 6734     |
| 40  | Женско становништво са 60 и више година                                                          | 9047     |
| 41  | Однос између мушкараца и жена                                                                    | 87.95    |
| 42  | Становништво од нуле до 14 година                                                                | 26115    |
| 43  | Становништво од 15 до 64 године                                                                  | 84759    |
| 44  | Становништво од 65 година и више                                                                 | 10808    |
| 45  | Просечан број деце                                                                               | 1.87     |
| 46  | Становништво рођено у ентитету                                                                   | 101818   |
| 47  | Мушко становништво рођено у ентитету                                                             | 47213    |
| 48  | Женско становништво рођено у ентитету                                                            | 54605    |
| 49  | Становништво рођено у другом ентитету                                                            | 18703    |
| 50  | Мушко становништво рођено у другом ентитету                                                      | 8947     |
| 51  | Женско становништво рођено у другом ентитету                                                     | 9756     |
| 52  | Становништво од 5 година и више резидентно у ентитету у јуну 2005. године                        | 107500   |
| 53  | Мушко становништво старосног доба од 5 година и више, резидентно у ентитету у јуну 2005. године  | 49554    |
| 54  | Женско становништво старосног доба од 5 и више година, резидентно у ентитету у јуну 2005. године | 57946    |
| 55  | Становништво од 5 година и више које је живело у другом ентитету у јуну 2005. године             | 4631     |
| 56  | Мушко становништво старије од 5 година које је живело у другом ентитету у јуну 2005. године      | 2298     |
| 57  | Женско становништво старије од 5 година које је живело у другом ентитету у јуну 2005. године     | 2333     |
| 58  | Становништво од 3 године и више које говори аутохтони језик                                      | 845      |
| 59  | Мушко становништво старо 3 године и више које говори аутохтони језик                             | 419      |
| 60  | Женско становништво старо 3 године и више које говори аутохтони језик                            | 426      |
| 61  | Становништво од 3 године и више које говори аутохтони језик и не говори шпански језик            | 2        |
| 62  | Мушко становништво старо 3 године и више које говори аутохтони језик и не говори шпански         | 0        |
| 63  | Женско становништво старо 3 године и више које говори аутохтони језик и не говори шпански језик  | 2        |
| 64  | Становништво старо 3 године и више које говори аутохтони језик и шпански                         | 636      |
| 65  | Мушко становништво старо 3 године и више које говори аутохтони језик и шпански                   | 320      |
| 66  | Женско становништво старо 3 године и више које говори аутохтони језик и шпански                  | 316      |
| 67  | Становништво од 5 година и више које говори аутохтони језик                                      | 838      |
| 68  | Становништво од 5 година и више које говори аутохтони језик и не говори шпански језик            | 2        |
| 69  | Становништво од 5 година и више које говори аутохтони језик и говори шпански језик               | 632      |
| 70  | Становништво у домородачким домаћинствима                                                        | 1922     |
| 71  | Становништво са ограничењима у активностима                                                      | 5777     |
| 72  | Становништво са ограниченим ходањем или кретањем, горе или доле                                  | 2886     |
| 73  | Становници са ограничењима вида, чак и уз кориштење сочива                                       | 1938     |
| 74  | Становништво са ограничењима говора, комуникације или конверзације                               | 416      |
| 75  | Становништво са ограниченим слухом                                                               | 536      |
| 76  | Становништво са ограничењима при одевању, купању или јелу                                        | 259      |
| 77  | Становништво са ограничењима у опажању или учењу једноставних ствари                             | 212      |
| 78  | Становништво са менталним ограничењима                                                           | 601      |
| 79  | Становништво без ограничења активности                                                           | 115116   |
| 80  | Становништво од 3 до 5 година које не похађа школу                                               | 1961     |
| 81  | Мушко становништво од 3 до 5 година које не похађа школу                                         | 1016     |
| 82  | Женско становништво од 3 до 5 година које не похађа школу                                        | 945      |
| 83  | Становништво од 6 до 11 година које не похађа школу                                              | 317      |
| 84  | Мушко становништво од 6 до 11 година које не похађа школу                                        | 176      |
| 85  | Женско становништво од 6 до 11 година које не похађа школу                                       | 141      |
| 86  | Становништво од 12 до 14 година које не похађа школу                                             | 297      |
| 87  | Мушко становништво од 12 до 14 година које не похађа школу                                       | 160      |
| 88  | Женско становништво од 12 до 14 година које не похађа школу                                      | 137      |
| 89  | Становништво од 15 до 17 година похађа школу                                                     | 4746     |
| 90  | Мушко становништво од 15 до 17 година похађа школу                                               | 2368     |
| 91  | Женско становништво између 15 и 17 година живота у школи                                         | 2378     |
| 92  | Становништво од 18 до 24 године похађа школу                                                     | 6756     |
| 93  | Мушко становништво од 18 до 24 године похађа школу                                               | 3299     |
| 94  | Женско становништво од 18 до 24 године похађа школу                                              | 3457     |
| 95  | Становништво од 8 до 14 година које не може да чита и пише                                       | 246      |
| 96  | Мушко становништво старосног доба од 8 до 14 година које не може да чита и пише                  | 151      |
| 97  | Женско становништво старосног доби од 8 до 14 година које не може да чита и пише                 | 95       |
| 98  | Становништво од 15 година и више које је неписмено                                               | 3092     |
| 99  | Мушко становништво од 15 година и више које је неписмено                                         | 1027     |
| 100 | Женско становништво од 15 година и више које је неписмено                                        | 2065     |
| 101 | Становништво старо 15 и више година без школовања                                                | 4554     |
| 102 | Мушко становништво старо 15 и више година без школовања                                          | 1649     |
| 103 | Женско становништво старо 15 и више година без школовања                                         | 2905     |
| 104 | Становништво старосног доба 15 и више година са непотпуним основним образовањем                  | 8155     |
| 105 | Мушко становништво старосног доба од 15 година и више са непотпуном основним образовањем         | 3259     |
| 106 | Женско становништво старосног доба 15 и више година са непотпуном основним образовањем           | 4896     |
| 107 | Становништво старо 15 и више година са комплетним основним образовањем                           | 12954    |
| 108 | Мушко становништво старо 15 година и више са комплетним основним образовањем                     | 5474     |
| 109 | Женско становништво старо 15 и више година са комплетним основним образовањем                    | 7480     |
| 110 | Становништво старосног доба 15 и више година са непотпуним средњим образовањем                   | 4000     |
| 111 | Мушко становништво старосног доба од 15 година и више са непотпуним средњим образовањем          | 2109     |
| 112 | Женско становништво старосног доба од 15 година и више са непотпуним средњим образовањем         | 1891     |
| 113 | Становништво старо 15 и више година са пуним секундарном образовањем                             | 16959    |
| 114 | Мушко становништво старосног доба од 15 година и више са пуним секундарном образовањем           | 7949     |
| 115 | Женско становништво старосног доба од 15 година и више са пуним секундарном образовањем          | 9010     |
| 116 | Становништво старије од 18 година са постосновним образовањем                                    | 45749    |
| 117 | Мушко становништво старије од 18 година са постосновним образовањем                              | 21754    |
| 118 | Женско становништво старије од 18 година са постосновним образовањем                             | 23995    |
| 119 | Просечна оцена школовања                                                                         | 10.17    |
| 120 | Просечан ниво образовања мушке популације                                                        | 10.52    |
| 121 | Просечан ниво образовања женског становништва                                                    | 9.88     |
| 122 | Економски активно становништво                                                                   | 54358    |
| 123 | Економски активна мушка популација                                                               | 32582    |
| 124 | Економски активна женска популација                                                              | 21776    |
| 125 | Становништво које није економски активно                                                         | 46156    |
| 126 | Мушко становништво које није економски активно                                                   | 13462    |
| 127 | Женско становништво које није економски активно                                                  | 32694    |
| 128 | Запослено становништво                                                                           | 52305    |
| 129 | Запослено мушко становништво                                                                     | 31148    |
| 130 | Запослено женско становништво                                                                    | 21157    |
| 131 | Незапослена популација                                                                           | 2053     |
| 132 | Незапослена мушка популација                                                                     | 1434     |
| 133 | Незапослена женска популација                                                                    | 619      |
| 134 | Становништво без права на здравствене услуге                                                     | 38607    |
| 135 | Становништво које има право на здравствене услуге                                                | 82909    |
| 136 | Становништво које има право на ИМСС                                                              | 50633    |
| 137 | Становништво које има право на социјално осигурање                                               | 7523     |
| 138 | Становништво које има право на државно социјално осигурање                                       | 162      |
| 139 | Становништво које има право на опште осигурање или здравствено осигурање за нову генерацију      | 11950    |
| 140 | Становништво које је било једном или није било у браку током 12 година и више                    | 36062    |
| 141 | Венчано или уједињено становништво од 12 година и више                                           | 52080    |
| 142 | Становништво које је било у браку или уједињено 12 година и више                                 | 12527    |
| 143 | Становништво са католичком религијом                                                             | 97654    |
| 144 | Протестанти, еванђелисти и библијски следбеници различити од еванђелиста                         | 14625    |
| 145 | Становништво са другим религијама различитим од претходних                                       | 183      |
| 146 | Становништво без религије                                                                        | 7756     |
| 147 | Укупно пописаних домаћинства                                                                     | 34960    |
| 148 | Пописна домаћинства на челу са мушкарцима                                                        | 23343    |
| 149 | Пописна домаћинства на челу са женама                                                            | 11617    |
| 150 | Становништво у пописним домаћинствима                                                            | 121548   |
| 151 | Становништво у пописним домаћинствима на челу са мушкарцима                                      | 85186    |
| 152 | Становништво у пописним домаћинствима на челу са женама                                          | 36362    |
| 153 | Укупно домаћинстава                                                                              | 46820    |
| 154 | Укупно насељених домаћинстава                                                                    | 36565    |
| 155 | Укупно приватних кућа                                                                            | 45215    |
| 156 | Насељени приватни домови                                                                         | 34960    |
| 157 | Укупно насељених приватних кућа                                                                  | 36559    |
| 158 | Ненасељене приватне куће                                                                         | 6017     |
| 159 | Појединачна домаћинства за привремену употребу                                                   | 4238     |
| 160 | Становници у насељеним приватним кућама                                                          | 121548   |
| 161 | Насељеност станара у приватним становима                                                         | 3.48     |
| 162 | Просечно становника по соби у приватним насељеним домаћинствима                                  | 0.88     |
| 163 | Појединачна домаћинства са подовима од различитих материјала од земље                            | 33909    |
| 164 | Појединачна домаћинства у приземљу                                                               | 834      |
| 165 | Појединачна домаћинства са једном спаваћом собом                                                 | 12071    |
| 166 | Појединачна домаћинства са две спаваће собе и више                                               | 22807    |
| 167 | Појединачна домаћинства са једним собом                                                          | 3678     |
| 168 | Појединачна домаћинства са две собе                                                              | 4433     |
| 169 | Појединачна домаћинства са 3 собе и више                                                         | 26757    |
| 170 | Појединачна домаћинства која имају електрично светло                                             | 34854    |
| 171 | Појединачна домаћинства која немају електрично светло                                            | 56       |
| 172 | Појединачна домаћинства која имају водоводну воду у стамбеном простору                           | 34359    |
| 173 | Појединачна домаћинства која немају водоводну воду у стамбеном простору                          | 483      |
| 174 | Појединачна домаћинства која имају тоалет                                                        | 34725    |
| 175 | Појединачна домаћинства која имају канализацију                                                  | 34713    |
| 176 | Појединачна домаћинства која немају канализацију                                                 | 112      |
| 177 | Појединачна домаћинства која имају електрично светло, довод воде из јавне мреже и канализацију   | 34170    |
| 178 | Појединачна домаћинства без икаквих услова                                                       | 124      |
| 179 | Појединачна домаћинства која имају радио                                                         | 29247    |
| 180 | Појединачна домаћинства која имају телевизор                                                     | 34088    |
| 181 | Појединачна домаћинства која имају фрижидер                                                      | 32868    |
| 182 | Појединачна домаћинства која имају машину за веш                                                 | 28691    |
| 183 | Појединачна домаћинства која имају аутомобил или комби                                           | 16368    |
| 184 | Појединачна домаћинства која имају рачунар                                                       | 15788    |
| 185 | Појединачна домаћинства која имају фиксну телефонску линију                                      | 20775    |
| 186 | Појединачна домаћинства која имају мобилни телефон                                               | 29895    |
| 187 | Појединачна домаћинства која имају приступ интернету                                             | 13501    |
| 188 | Величина локације                                                                                | 11       |